# Christian Polito
Christian Polito (ur. 21 października 1981 w Monachium) – niemiecki aktor teatralny, telewizyjny i filmowy.

## Wybrana filmografia
- 1989: Mission: Eureka
- 2000: Marienhof jako Michi Sima
- 2007: Z boską pomocą (Um Himmels Willen)
- 2007-2008: Górski lekarz (Der Bergdoktor) jako Klaus Schneider
- 2008: Stoliczku, nakryj się (TV) jako Jockel Klopstock
- 2000: Marienhof jako Leo Fischer
- 2016: Aktenzeichen XY... ungelöst!